# جابريل براجا نونيس
جابريل براجا نونيس (بالبرتغالية: Gabriel Braga Nunes‏) هو ممثل برازيلي، ولد في 7 فبراير 1972 في البرازيل.

## وصلات خارجية
- جابريل براجا نونيس على موقع IMDb (الإنجليزية)
- جابريل براجا نونيس على موقع قاعدة بيانات الفيلم (الإنجليزية)
- جابريل براجا نونيس على موقع كينوبويسك (الروسية)